# Gosaek (métro de Séoul)
Gosaek (hangeul : 고색 ; hanja : 고색) est une station de passage de la ligne Suin–Bundang du métro de Séoul. Elle est située au 690  Maesonggosaek-ro, quartier Gosaek-dong, dans l'arrondissement Gwonseon-gu de la ville Suwon-si, sur le territoire de la province Gyeonggi-do, au sud-est de Séoul, en Corée du Sud.
Ouverte en 2020, la station est desservie par les rames omnibus qui circulent sur la ligne Suin–Bundang.

## Situation sur le réseau

Plan du réseau (2023)

Établie en souterrain, la station Gosaek est une station de passage de la ligne Suin–Bundang du métro de Séoul. : elle est située entre la station Suwon, en direction du terminus nord Cheongnyangni, et la station Omokcheon en direction du terminus ouest Incheon.

## Histoire
La station Gosaek est mise en service le 12 septembre 2020, lors de l'ouverture de ligne Suin–Bundang.